# Форма 10-K
Форма 10-K - це річний звіт, який вимагає Комісія з цінних паперів і бірж США (SEC), що містить вичерпний підсумок фінансових результатів діяльності компанії. Річний звіт форми 10-K відрізняється від часто глянцевого річного звіту, який компанія повинна надсилати своїм акціонерам під час проведення щорічних зборів для обрання директорів (хоча деякі компанії об'єднують річний звіт і форму 10-K в один документ). Форма 10-K містить таку інформацію, як історія компанії, організаційна структура, винагорода керівників, власний капітал, дочірні компанії, фінансова звітність та іншу інформацію, зокрема, аудит.
Компанії з активами понад 10 мільйонів доларів США та класом пайових цінних паперів, якими володіють понад 2000 власників, повинні подавати річні та інші періодичні звіти, незалежно від того, чи торгуються цінні папери на відкритому чи закритому ринку. До 16 березня 2009 року невеликі компанії могли використовувати форму 10-KSB. Якщо акціонер вимагає від компанії Форму 10-K, компанія повинна надати його копію. Крім того, більшість великих компаній у Формі 10-K повинні розкривати інформацію про те, чи робить компанія свої періодичні та поточні звіти доступними на своєму веб-сайті на безоплатній основі. Форму 10-K, а також інші подання до Комісії з цінних паперів і бірж можна шукати в базі даних EDGAR на веб-сайті Комісії з цінних паперів і бірж. Академічні дослідники роблять метадані цього звіту доступними як структуровані набори даних у Гарвардському датаверсі.  
На додаток до форми 10-K, яка подається щорічно, компанія також зобов'язана подавати щоквартальні звіти за Формою 10-Q. Інформація за останній квартал фінансового року включається до річної форми 10-K, тому щороку подається лише три форми 10-Q. У період між цими подачами, а також у разі значної події, наприклад, звільнення генерального директора, суттєвого інциденту з кібербезпеки або банкрутства, необхідно подати Форму 8-K, щоб надати актуальну інформацію.
Назва Форма 10-K походить від позначення форми у Кодексі федеральних нормативних актів (CFR) відповідно до розділів 13 та 15(d) Закону про цінні папери та біржі 1934 року зі змінами та доповненнями.